# Crimson Trace

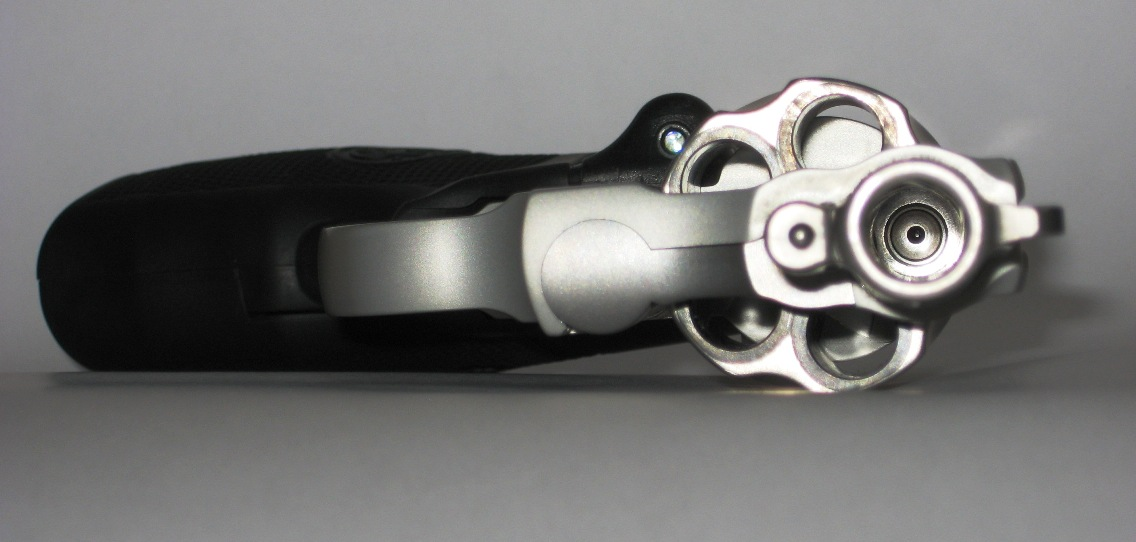
Uma mira laser da Crimson Trace, na lateral da empunhadura de um revolver.

A Crimson Trace Corporation é um empresa Norte americana, fabricante de miras laser, principalmente mas não somente para pistolas. A empresa se especializou em miras laser (verdes e vermelhas), montadas na lateral superior da empunhadura ou no guarda mato e em modelos para treinamento. Ela fez parcerias com vários fabricantes que lançaram modelos com suas miras pré-instaladas.
Em agosto de 2016, a Smith & Wesson, adquiriu a Crimson Trace por $95 milhões. A empresa pertencia anteriormente à Crimson Trace Holdings, apoiada pela Peninsula Capital Partners e pela VergePointe Capital.